# Joaquin Palacio
José Joaquín Palacio Pantaleón de Palacio y Power (27 juli 1901 - 27 mei 1989) was een Spaans autocoureur. In 1951 schreef hij zich eenmaal in voor een Formule 1-race, zijn thuisrace van dat jaar voor het team Maserati, maar hij was op het moment van de race niet aanwezig op het Pedralbes Circuit, waar de race gehouden werd, en startte dus niet. Tussen 1952 en 1956 was hij ook actief in de sportscars met een overwinning in de Coppa Montjuich in 1954 als beste resultaat.